# Dora Emilia Mora de Retana
Dora Emilia Mora de Retana (Dora Emilia Mora-Retana) (1940 – 13 de julio de 2001), fue una botánica y destacada orquideóloga costarricense.

## Biografía
Dora Emilia Mora Retana, fue directora del Jardín Botánico Lankester desde 1979 hasta el 2000, fue una de las personas más destacadas de la biología por su aporte científico en la investigación de las orquídeas.

## Obra
Mora de Retana produjo
- La serie ilustrada Icones Tropicarum plantarum (en la colaboración con John T. Atwood)
- Una lista de comprobación de las orquídeas de Costa Rica (con el último Joaquín B. García Castro).
- Organizó el primer curso de orquideología en la Universidad de Costa Rica (con Robert L. Dressler).

- La abreviatura «Mora-Ret.» se emplea para indicar a Dora Emilia Mora de Retana como autoridad en la descripción y clasificación científica de los vegetales.[1]